# Farmářský trh

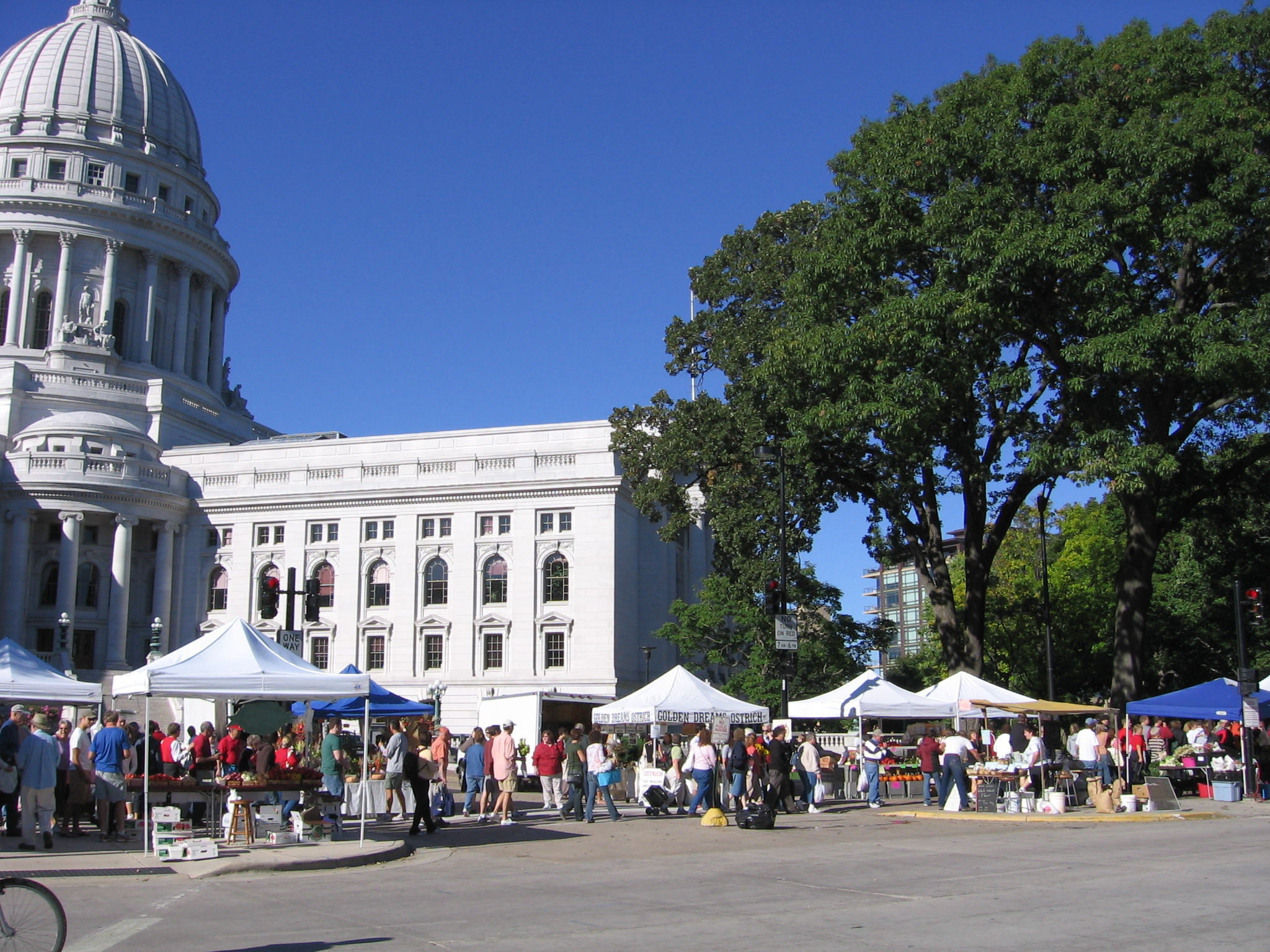
Farmářský trh v Madisonu

Farmářský trh je označení pro prodej potravinářského a zemědělského zboží konečnému spotřebiteli.
Farmářské (také selské, sedlácké či zemědělské) trhy se konají na jednom místě v určité časové frekvenci (denně, určitý den v týdnu či měsíci) většinou ve městech pod otevřeným nebem. Mezi prodejci jsou zastoupeni zejména malí a střední zemědělci a výrobci potravin. Ti zde prodávají čerstvou zeleninu, ovoce, mléčné i masné výrobky, doplňkově také jiné produkty. Zboží pochází z dané země či přímo z daného regionu. Tyto akce rovněž slouží k setkávání lidí, oživení daného místa a přiblížení zemědělských a přírodních cyklů městskému obyvatelstvu. Součástí bývá i doprovodný program, například tematické slavnosti, ukázky lidových řemesel, divadelní představení, koncerty či akce pro děti.
V Česku se tradice farmářských trhů obnovila v roce 2009. Téhož roku na podzim se konaly první trhy v pražských Klánovicích. Postupně se pořádání takovýchto akcí rozšířilo po celé Praze a následně i dalších městech v Česku.